# غريغ ستوكس
غريغ ستوكس (بالإنجليزية: Greg Stokes)‏ مواليد 5 أغسطس 1963 في نيو هيفن، هو لاعب كرة سلة أمريكي معتزل. بدأ مسيرته الاحترافية في سنة 1985. تم اختياره من قبل فريق فيلادلفيا سفنتي سيكسرز خلال الدرافت. حمل الرقم 41. يبلغ طوله 6 قدم 10 بوصة (2.1 م). حقق المركز الأول في دورة الألعاب الأمريكية 1983. لعب كرة السلة الجامعية في جامعة كونيتيكت. اعتزل اللعب في 1992.

## المسيرة الاحترافية
لعب مع فيلادلفيا سفنتي سيكسرز في موسم 1985–1986، ثم لعب مع فيرتوس بالاكانسترو بولونيا من سنة 1986 إلى 1988، ثم لعب مع جوفينتوت بادالونا في الدوري الإسباني في موسم 1988–1989، ثم لعب مع بالاكانسترو كانتو في الدوري الإيطالي في سنة 1989، ثم لعب مع سكرامنتو كينغز في سنة 1989.

## الميداليات
| الميدالية | المسابقة                    |
| --------- | --------------------------- |
| ذهبية     | دورة الألعاب الأمريكية 1983 |

## روابط خارجية
- غريغ ستوكس على موقع إن بي أي (الإنجليزية)
- غريغ ستوكس على موقع سبورتس رفرنس (الإنجليزية)
- غريغ ستوكس على موقع الدوري الإسباني لكرة السلة (الإسبانية)
- غريغ ستوكس على موقع كلية كرة السلة في سبورتس رفرنس.كوم (الإنجليزية)
- غريغ ستوكس على موقع ريلجم (الإنجليزية)
- غريغ ستوكس على موقع بروبوليرز (الإنجليزية)
- غريغ ستوكس على موقع سبورتس رفرنس (الإنجليزية)